# Дашков, Яков Авксентьевич
Яков Авксентьевич Дашков (ум. не ранее 1642) — российский государственный деятель XVII века, дворянин московский, воевода.
Сын воеводы Авксентия Яковлевича Дашкова.

## Биография
Участвовал в войне с войсками Болотникова (1606—1607), после чего вёрстан поместьем по Серпейску в 550 четей.
Воевода в Троице-Сергиевом монастыре и защищал его от набегов Лисовского (1608—1610). Воевода в Белгороде (1613), Осташкове (1614—1615), снова в Белгороде (1615—1616), Дорогобуже (1616), Козельске (1617). Был на сыске в Уржуме (1617). Полковой воевода в Уфе и Вязьме (1618). Сидел в Москве в осаде (1618). Осадный воевода в Троице-Сергиевом монастыре (1618-1619). Осадный воевода в Рыльске (1619—1621). Ездил в Воронеж разделить земли воронежцам (17 июля 1622). Ездил за царём в поездках (1622).
Отправлен посланником в Крым (08 сентября 1623), для поздравления царя Махмед-Гирея с вступлением на престол и для истребования шерстной грамоты, которую получил, вернулся в Москву (сентябрь 1624). Неоднократно приглашался к Государеву столу (1625 и 1629).
Сопровождал в алатырскую ссылку Ивана Грамотина (1626), за что был вёрстан дополнительным поместьем. Ездил за царём в поездках (1626). Московский дворянин (1627-1640).
Направлялся для «сыскного дела» в Астрахань (1629). Назначен воеводой в Белгород (08 марта 1631-1633). Сопровождал в Константинополе турецкого посла Фому Кантакузена (1633-1634), за что пожалован придачей к окладу (1635). Воевода в Ливнах (1636). Ездил в Тулу от Пушкарского приказа для ремонта крепостных сооружений (февраль 1638). Выборный на Земский собор (1642).
В 1642 постригся в монахи и вскоре умер.

## Семья
Жена — Софья.
Дети:
- Дашков Василий Яковлевич (ум. 1680) — стряпчий (1636), стольник (1658), думный дворянин (с 1676).
- Дашков Григорий Яковлевич (ум. 1656) — стольник (1649), ездил за Государём в поездках (1649-1651), воевода в Мстиславле (1655), где и умер († 1656).
- Дашков Андрей Яковлевич (ум. ок. 1702) — стольник (1635), думный дворянин (1683), воевода в Астрахани.
- Яков (?)